# Teatro medieval español
El teatro medieval español es el conjunto de los textos y las prácticas teatrales medievales de los reinos que más tarde formarían España. Entre el Auto de los Reyes Magos, de finales del siglo XII, y dos cortos poemas dramáticos de Gómez Manrique en el siglo XV, apenas existen referencias dramáticas en lengua castellana; mucho más ricos son los testimonios del teatro vernáculo que Aragón y en especial las zonas de influencia de la lengua catalana, dejaron en ese periodo de "ausencia y naufragio" (como lo definió Fernando Lázaro Carreter).
Uno de los principales problemas del estudio del teatro medieval español, y europeo en general, es que en la Edad Media la noción de teatro tal como la entendieron las civilizaciones griega y romana había desaparecido. No fue hasta finales de la Edad Media y el Renacimiento cuando la idea del teatro como representación de un texto dramático, que luego ha pervivido, volvió a generalizarse. Por este motivo, algunos autores prefieren hablar de «teatralidad medieval» para referirse a ese conjunto de prácticas escénicas y representativas en el que progresivamente irá dibujándose el teatro tal como lo conocemos.
Como en el resto de Europa, en los reinos peninsulares el surgimiento del teatro medieval aparece ligado a las prácticas litúrgicas cristianas. En concreto, parece ligado a la celebración de la misa, que antes de que se excluyera de ella a los legos, presentaba un desarrollo esencialmente dramático. Aunque no han sobrevivido documentos directos que expliquen la relación del clero con la evolución de las representaciones, sí han llegado testimonios indirectos de esa vinculación. Por ejemplo, las Siete Partidas del rey Alfonso X de Castilla se refieren a este hecho y reprenden a los clérigos que participan en espectáculos profanos y les aconsejan qué tipo de representaciones son legítimas para un sacerdote:

Los clérigos [...] non deben ser facedores de juegos por escarnio porque los vengan a ver las gentes cómo los facen [...] nin deben otrosí estas cosas facer en las eglesias, ante decimos que los deben ende echar deshonradamientre sin pena ninguna a los que los fecieren[...] pero representaciones hi ha que pueden los clérigos facer, así como de la nascencia de nuestro señor Iesu Cristo.
Alfonso X, Siete Partidas, I, título VI, ley XXXIV.

## El drama litúrgico

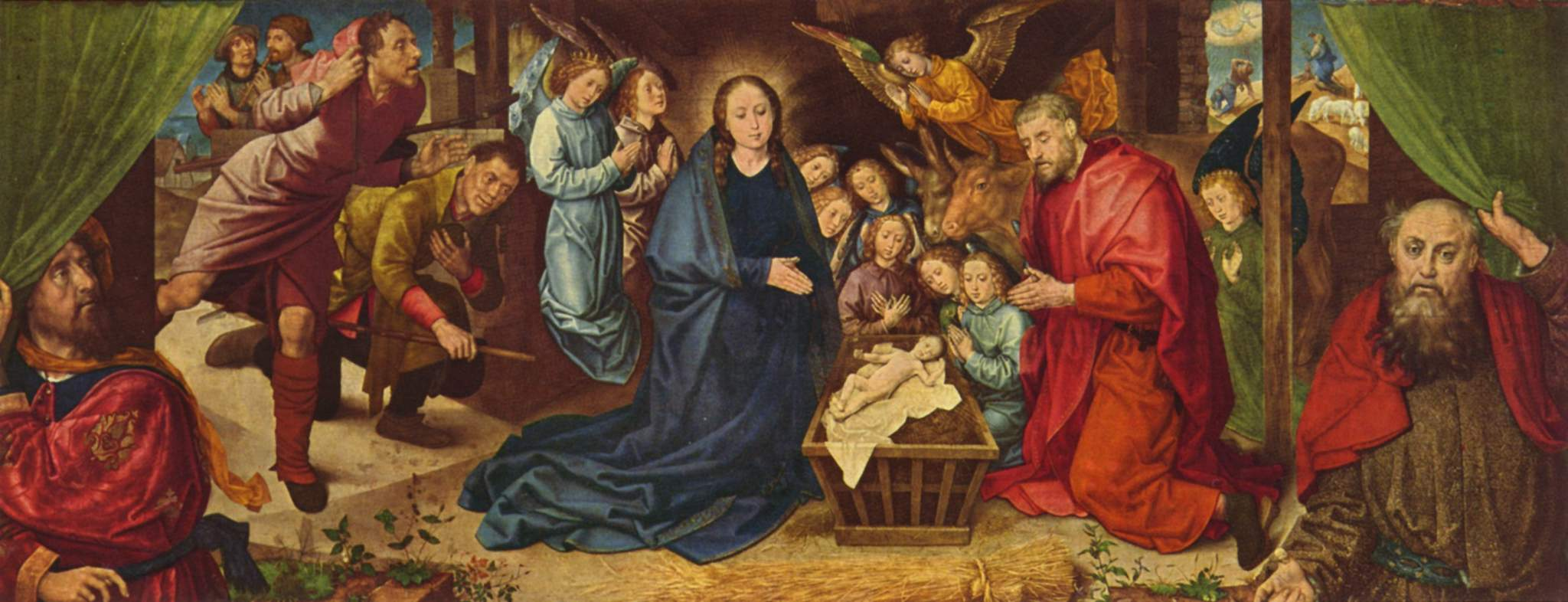
La adoración de los pastores, de Hugo van der Goes. Se cree que pn puede tomar elementos prestados del Officium pastores: por ejemplo, los profetas Isaías y Jeremías levantan unas cortinas para desvelar la escena, de manera teatral.

En el contexto de la misa surgieron los llamados tropos, textos breves cantados en forma de diálogo, nacidos en torno al canto del Aleluya, que comenzaron a ser acompañados por música en algunas de las más importantes fiestas litúrgicas, sobre todo la Pascua y la Navidad. Se cree que los tropos nacieron en el siglo IX, en el Abadía de San Galo (Suiza) y de ahí se difundieron por Europa. Los tropos serían el embrión del que nacería el drama litúrgico, cuando se pasó de cantar simplemente el breve texto a acompañarlo de una pequeña representación alrededor del altar. Eran los propios oficiantes de la misa quienes hacían estas pequeñas representaciones, en las que incluso se utilizaban los mismos objetos usados en la liturgia, con lo cual se aprovechaba su valor evocativo y simbólico. Además de esta vinculación con la liturgia que le da a estas pequeñas representaciones un carácter sagrado que las protege de las críticas hacia el teatro frecuentes entre los Padres de la Iglesia y los moralistas medievales, se percibe en estos drama litúrgicos una vocación ejemplificadora y didáctica que supone el uso de la mímesis y la existencia de un destinatario.
Las primeras representaciones de este tipo de que nos ha llegado noticia son las del llamado Quem quaeritis? o Visitatio sepulchri, relacionadas con las celebraciones de la Vigilia Pascual, que dramatizaban la visita de María Magdalena y otras mujeres a la tumba de Jesús, donde descubren que este ha resucitado. El Quem quaeritis? se desarrolla por toda Europa occidental en los siglos X y XI. La primera noticia de este drama litúrgico en la península ibérica está en unos breviarios de finales del siglo XI del monasterio de Santo Domingo de Silos. Además del Quem quaeritis?, otros dramas litúrgicos de la época son:
- El Officium pastorum, que representa la adoración de los pastores al niño Jesús y supone la representación más antigua relacionada con la Navidad.
- El Ordo stellae, relacionado con las visita de los Reyes Magos o Epifanía.
- El Ordo prophetarum, representación en que los profetas del Antiguo Testamento anuncian la venida de Jesucristo. En ocasiones se añaden también las figuras de Virgilio y la Sibila.
- La Depositio, dramatización de la deposición del cuerpo de Jesús en el sepulcro el día de Viernes Santo.

Según Alan Deyermond, todos estos dramas litúrgicos en latín generales en Europa se hallan bien documentados en Cataluña, pero no nos ha llegado ninguna documentación de su desarrollo en Castilla. En el resto de reinos peninsulares hay algunos restos de ellos, como un Quem quaeritis de Santiago de Compostela, un Officium pastorum de Coímbra y algunas referencias del reino de Aragón. Para este autor, la abundancia de estas piezas en Cataluña se debe al influjo político y cultural de Francia en esta zona. El escaso desarrollo del drama litúrgico en latín en Castilla se debería a la influencia que en este reino ejercían los monjes cluniacenses, orden que, al parecer, no estaba interesada en el desarrollo del drama.

Una pieza que sí parece haber tenido una fortuna general en la península es el llamado Cantus sybillae o Iudicium signum, que se habría desgajado del primitivo Ordo prophetarum y habría desarrollado una vida propia, con textos tanto en latín como en lenguas vulgares. En él, la Sibila profetiza la llegada del Juicio Final. Se desarrolló particularmente en los territorios de lengua catalana: se conocen versiones en Barcelona, Valencia, Montpellier, Palma de Mallorca, Lluchmayor, entre otros. También se dio en territorio castellano: las más famosas fueron las de Toledo, Córdoba y León.

### ElAuto de los Reyes Magos

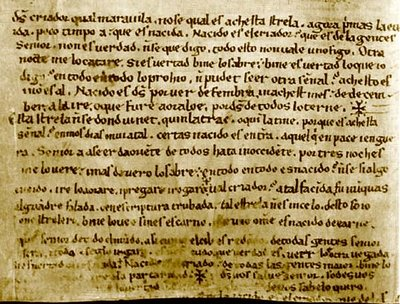
Página del códice toledano en que comienza el Auto de los Reyes Magos.

El Auto de los Reyes Magos es el más antiguo texto teatral conservado en lengua romance de la península ibérica. Es, además, el único texto dramático conservado en castellano anterior al siglo XV. Asimismo, es el único Ordo stellae conservado en toda la península.
Se cree que fue compuesto a finales del siglo XII, por un autor de Toledo. El texto está escrito en un castellano plagado de influencias de otras lenguas, sobre todo romance mozárabe y gascón. Hay opiniones discordantes entre la crítica acerca de cuál es la lengua que influye principalmente y, en consecuencia, sobre cuál sería el origen del autor o del escriba que copió el manuscrito conservado: Rafael Lapesa se inclinó por una procedencia gascona; José María Solà-Solé defendió una influencia básicamente mozárabe y Maxim Kerkhof, catalana.
El texto conservado consta de 147 versos pareados que presentan a Gaspar, Melchor y Baltasar siguiendo la estrella que los conducirá hasta Belén y yendo a hablar con el rey Herodes. Se trata, por ello, de un ordo stellae que se debía celebrar en la Catedral de Toledo -donde estaba el códice en que se ha conservado- con ocasión de la Navidad.
- Ejemplos posteriores de piezas teatrales religiosas de la Edad Media y primer Renacimiento, dentro del Ciclo de Navidad, que puedan mencionarse, son, en España: la Representación del Nacimiento de Nuestro Señor (1476) de Gómez Manrique y el Auto de la huida a Egipto (hacia 1500).[9]

## El drama religioso
A partir del siglo XIII y sobre todo en el siglo XIV empiezan a surgir formas dramáticas nuevas igualmente ligadas a la religión pero distintas del antiguo drama litúrgico, conocidas como dramas religiosos. A diferencia del drama litúrgico, estrechamente vinculado al desarrollo de la liturgia e interpretado por los propios oficiantes, el drama religioso se independiza de la misa. A medida que a las representaciones se van añadiendo elementos más populares y se van haciendo más largas y con mayor riqueza de movimientos, van siendo desplazadas desde el altar a otras zonas del templo, hasta llegar en ocasiones al atrio y, posteriormente, al exterior de la iglesia. El surgimiento de este nuevo tipo de drama tiene que ver con el nuevo impulso que la Iglesia da a la tarea de evangelización y difusión de los ejes centrales de la doctrina cristiana. Este impulso está relacionado con el surgimiento de dos nuevas órdenes religiosas, las llamadas órdenes mendicantes, las más importantes de las cuales fueron los franciscanos y los dominicos. Esto también hizo que en el nuevo tipo de representación dominase totalmente el uso de la lengua romance, frente a la convivencia de latín y romance en los dramas litúrgicos.
En muchas ocasiones son representaciones promovidas por las autoridades civiles de los municipios, si bien su temática seguirá siendo religiosa. En estos casos, se desarrollará en las calles y plazas del lugar. También existen dramas religiosos que tienen lugar dentro del templo, vinculados a las celebraciones religiosas. En ambos casos se trata de representaciones más desarrolladas que las del drama litúrgico, más extensas, con la participación de actores contratados por la iglesia o el municipio.
Tanto en las representaciones urbanas como en las que se desarrollan en la iglesia, el espectáculo suele tener lugar en unos espacios escénicos comúnmente llamados mansiones, una especie de plataformas o catafalcos decorados con elementos escenográficos. Las dos mansiones más habituales eran las que representaban el cielo y el infierno. En las representaciones dentro de los templos adquirirá también importancia la dimensión vertical, apareciendo una serie de máquinas teatrales que permitirán los vuelos y las elevaciones de personajes. El aparato de este tipo más usual en los siglos medievales fue la llamada nube, una estructura de madera de forma esférica, colgada de una cuerda, que se abría, dejando ver en su interior a un personaje, generalmente un ángel u otro ser sobrenatural. Una de las nubes más famosas es la llamada magrana (granada, en valenciano) del Misterio de Elche.

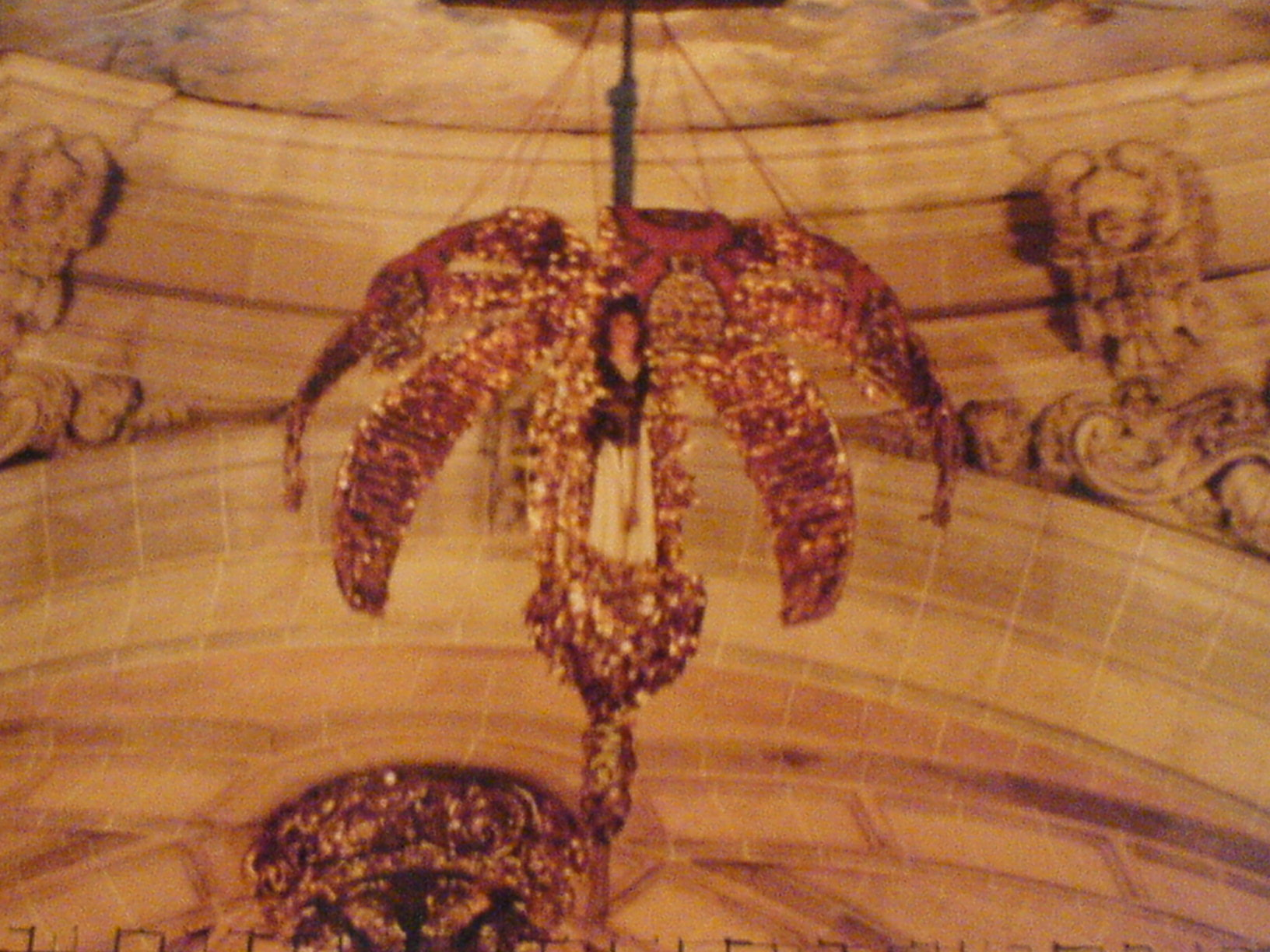
Momento de la representación del Misterio de Elche, único drama medieval cuya representación ha llegado sin interrupción hasta la actualidad, en el que se ve el funcionamiento de la magrana

Ejemplos de dramas religiosos son los llamados misterios, el más famoso de los cuales es el Misterio de Elche, celebrado desde el siglo XV en Elche, al sur del Reino de Valencia. Otro tipo de representación que gozó de gran éxito en toda la Península fueron las dramatizaciones relacionadas con la fiesta del Corpus Christi. En las procesiones del Corpus salían unos escenarios móviles semejantes a las mansiones, llamados generalmente rocas, sobre los cuales se representaban diversas escenas de temática religiosa de manera itinerante por las calles de la ciudad. Estas representaciones son el germen de los posteriores autos sacramentales, nacidos en el siglo XVI y que llevarán a la fiesta del Corpus a su mayor espectacularidad en el siglo XVII, de la mano de Calderón de la Barca.
Es en el siglo XV, y en el contexto del drama religioso, cuando volvemos a encontrar textos teatrales conservados en castellano. Uno de ellos es el llamado Auto de la pasión, atribuido a Alonso del Campo, capellán de coro de la Catedral de Toledo, datado entre 1486 y 1499. Según Alberto Blecua, Alonso del Campo se basó en una antigua Pasión toledana perdida, tal vez del siglo XIII, dentro de una tradición muy consolidado de teatro con motivo de la Pasión. Otros textos castellano conocidos son la Representación del nacimiento de Nuestro Señor, de Gómez Manrique o el anónimo Auto de la huida a Egipto.

## El teatro cortesano
Los ambientes cortesanos y aristocráticos son otro de los focos de donde irradia la teatralidad medieval. Los espectáculos y diversiones propios del estamento nobiliario, que está en la cúspide de la sociedad estamental medieval, desarrollan paulatinamente una cualidad teatral que da lugar al llamado teatro cortesano, que alcanzará un gran esplendor en los siglos posteriores. Según Miguel ángel Pérez Priego,

Los palacios del rey y de la nobleza son el otro foco principal de producción teatral. Hay en las cortes principescas del otoño de la Edad Media una fuerte tendencia a la teatralización de casi todos los sucesos de la vida diaria. Con motivo de los más distintos acontecimientos y ocasiones se organizan desfiles, danzas, juegos, torneos y espectáculos diversos, en los que se concede especial importancia al artificio visual, a la música y al vestuario.

El espectáculo teatral, o parateatral, más característico de los ambientes cortesanos de finales de la Edad Media fue el llamado momo. En los momos intervenía toda la corte, desde el rey o el señor de ese círculo cortesano hasta los más modestos sirvientes. Solían celebrarse dentro de un marco festivo más amplio: tras los torneos y justas que tenían lugar durante el día, se organizaba un momo después de la cena en la sala del palacio. Los elementos del momo eran la música, la danza, disfraces, atuendos extraordinarios, y usualmente se recitaba en ellos algún texto poético en forma dialogada. Solían acabar con un baile en que el vencedor de los torneos del día bailase con la dama principal. 
Las referencias a los momos se hacen frecuentes hacia mediados del siglo XV. Algunos de los pocos textos de este tipo que nos ha llegado son los de los Momos al nacimiento de un sobrino suyo de Gómez Manrique y los Momos en la mayoría de edad del príncipe Alfonso, del mismo autor.
Otro tipo de representaciones vinculadas a la corte eran las que se organizaban con ocasión de las coronaciones, matrimonios u otros eventos de la vida pública de los monarcas. Una de las mejor conocidas es la que tuvo lugar en la coronación de Fernando de Antequera como rey de los distintos territorios de la Corona de Aragón, que tuvo lugar en Zaragoza en 1414. Se tiene una completa descripción de este espectáculo gracias a la Crónica de Juan II de Álvar García de Santa María. Se trató de una representación alegórica en la que intervenían los pecados y las virtudes, que se abría con la aparición de un ángel y acababa con la visión de una figura de la muerte. Aunque no hay seguridad sobre su autoría, se atribuye habitualmente a Enrique de Villena. La crónica no incluye el texto completo, solo un fragmento recitado por el ángel, traducido al castellano, pues se cree que el texto original estaría escrito en catalán.
Como se ve en el ejemplo de esa fiesta de coronación, muchas veces no existía una frontera clara entre el teatro cortesano y el drama religioso, y representaciones de tipo religioso eran también habituales en los medios cortesanos medievales.

## El teatro universitario

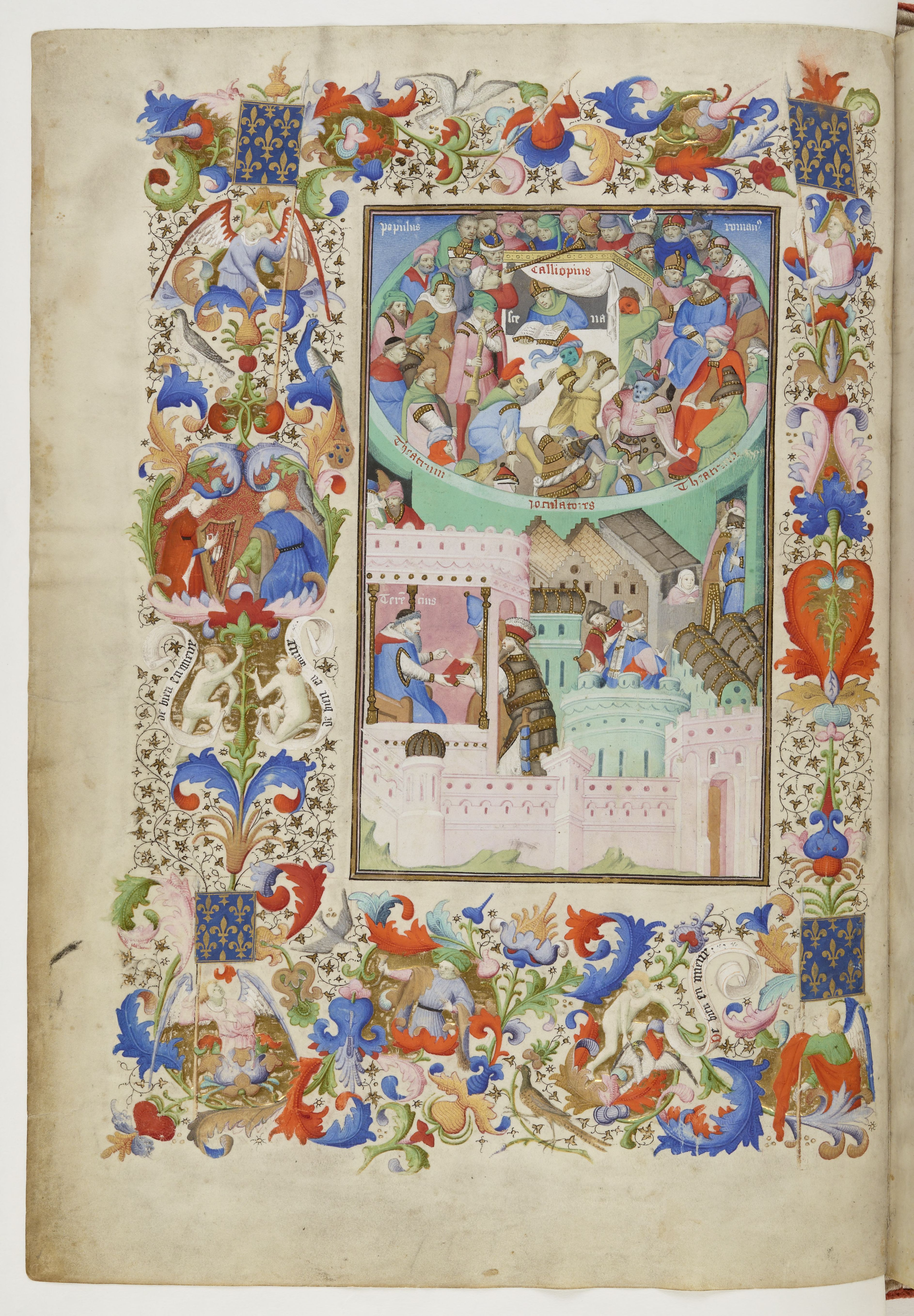
Frontispicio del códice llamado Terence des Ducs, que contiene obras del latino Terencio. Se observa en él la errónea concepción medieval del teatro latino: en la parte inferior, el autor entrega sus obras a otro personaje quien, en la parte superior, las recita en el centro de un circo.

En la Edad Media se perdió de manera generalizada el recuerdo sobre la manera en que se representaba el teatro griego y romano. Aunque algunos textos dramáticos clásicos sobrevivieron a la caída del Imperio Romano, no había una idea clara sobre qué eran esos textos o la manera en que se representaban. En el siglo VII, por ejemplo, el sabio hispano-visigodo Isidoro de Sevilla, en el libro XVIII de sus Etymologiae, cuando habla del teatro, cree que en los antiguos teatros griegos y romanos los autores leían sus comedias y tragedias mientras unos mimos bailaban e imitaban las acciones leídas por el autor. Es también conocido el caso de Averroes, quien, al enfrentarse a la traducción al árabe de las obras de Aristóteles, no supo, cuando llegó a la Poética, cómo interpretar los términos comedia y tragedia que allí aparecían, y creyó que las tragedias eran panegíricos y las comedias, sátiras.
A pesar de esto, algunos textos dramáticos clásicos continuaron copiándose en los scriptorium monacales medievales y, más tarde, fueron estudiados y comentados en los estudios generales y sus sucesores, las universidades. En particular, Terencio fue el comediógrafo latino más presente en la Edad Media. Sus obras se utilizaban en las clases de retórica y gramática latina, dos de las partes del trivium, como libros de texto. Además, los alumnos en ocasiones debían componer textos dialogados como ejercicio. Como consecuencia, surgió en las universidades medievales una tradición de comedias en latín según la pauta de la comedia de Terencio, conocidas como comedias elegíacas. Se trataba generalmente de un teatro pensado para ser leído, no interpretado, dado que se había perdido la idea de la relación entre los textos latinos que servían de modelo y la representación escénica.

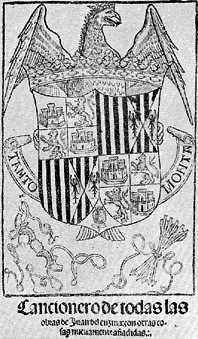
Cubierta del Cancionero de 1496 que recogía las obras de Juan del Encina.

Aunque las comedias elegíacas se escribían mayoritariamente en latín, esta tradición influyó en la creación de la obra maestra del teatro universitario tardomedieval español, la Celestina, cuyo autor, Fernando de Rojas, estudió en la Universidad de Salamanca, donde entraría en contacto con esta tradición. La otra influencia de tipo teatral que pesa sobre La Celestina es la de la comedia humanística que llegaba de la Italia del Humanismo.

## La transición hacia el Renacimiento
En las últimas décadas del siglo XV aparecen el panorama del teatro castellano unos autores que suponen la transición desde las formas medievales de teatro hacia lo que será el teatro renacentista y, más en general, el teatro de los Siglos de Oro: Juan del Encina y Lucas Fernández.